# Asphondylia atriplicicola
Asphondylia atriplicicola är en tvåvingeart som först beskrevs av Cockerell 1898.  Asphondylia atriplicicola ingår i släktet Asphondylia och familjen gallmyggor. Inga underarter finns listade i Catalogue of Life.